# Noiron
Noiron település Franciaországban, Haute-Saône megyében. Lakosainak száma 58 fő (2022. január 1.). Noiron Gray, Lieucourt, Arsans, Champtonnay, Champvans, Cresancey és Le Tremblois községekkel határos.

## Népesség
A település népességének változása:
| Lakosok száma | 53   | 56   | 58   | 57   | 57   | 58   | 58   | 58   | 58   |
|               | 2013 | 2015 | 2016 | 2017 | 2018 | 2019 | 2020 | 2021 | 2022 |